# Åsmund Kåresson

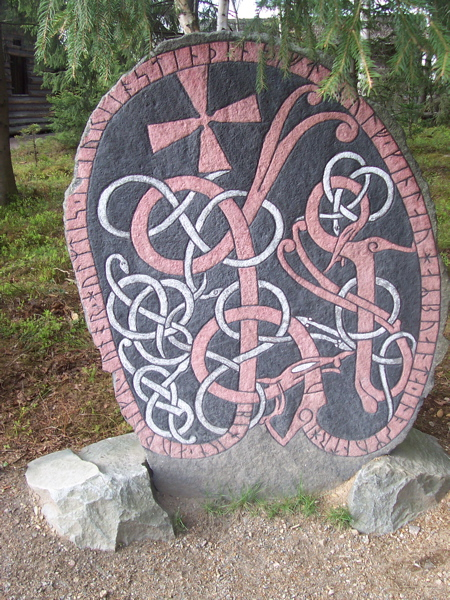
U 871, en av de stenar som Åsmund Kåresson ristat.

Åsmund Kåresson, Asmundr Kara sunn, var en runristare i Uppland och hans verksamhet med centrum kring Uppsala varade från 1020-talet till seklets mitt. Hans arbetsområde sträckte sig uppifrån Gävletrakten i norr och ner till Stockholms regioner i söder.
Hans införande av den uppländska runstensstilen var som konstart banbrytande och utfördes med en skicklig elegans, väl anpassad efter stenens form, och med en konstnärlig säkerhet som överträffade de flesta av hans efterföljares. Ett tjugotal ristningar är signerade av Åsmund Kåresson och minst lika många osignerade kan tillskrivas honom.
Vissa teorier hävdar att han är samme person som den hos Adam av Bremen omnämnde engelske klerken Osmundus, vilken installerades som biskop av kung Emund den gamle i strid med ärkebiskop Adalbert av Bremen. Teorin anses dock dåligt underbyggd.
Nyare studier av språket och ristningstekniken i Åsmunds stenar tyder på att han vuxit upp i vad som idag är Medelpad, flyttat till Uppland och därefter gått som lärling i Gästrikland, innan han sedan verkade som självständig mästare.

## Ristningar av Åsmund Kåresson
- U 22, osignerad
- U 194, osignerad
- U 203, osignerad
- U 242, osignerad
- U 301, signerad: aosmuntr kla markaþi
- U 343, osignerad
- U 344, Orkestastenen, osignerad
- U 346, signerad: osmunr markaþi runaʀ ritar
- U 356, signerad: in osmuntr markaþi[4]
- U 357, osignerad[4]
- U 367, osignerad
- U 368, signerad, troligen med osmuntr markaþi[4]
- U 372, osignerad[4]
- U 409, osignerad[5]
- U 418, osignerad
- U 438, osignerad
- U 442, Odensala, parstenen till den nyfunnet fragment i Odensala kyrkas bogårdsmur, osignerad.[6]
- U 446, försvunnen runsten, Droppsta, Odensala.[6]
- U 824, signerad: osmuntritsi runaʀ
- U 846, osignerad
- U 847, signerad:  ' osmun[tr '] h[iu] ru[n]a(r)| |(r)itaʀ þim ' raþa skal ¶ ia ' osmuntr ---aþi risti
- U 859, signerad: osmunrt risti runoR, tillsammans med parsten U 860
- U 866, osignerad
- U 871, signerad: in osmuntr hiu
- U 875, osignerad
- U 884, signerad osmuntr ' s--- ... ...ʀ markaþu þisaʀ runo
- U 901, osignerad[7]
- U 904, osignerad[7]
- U 932, signerad: osmuntr inkialt
- U 956, signerad: asmuntr karasun markaþi
- U 969, signerad: in osmunrthiu
- U 981, vid Gamla Uppsala prästgård, signerad osmunrt risti
- U 998, signerad: [osmun](r)t ' markaþi
- U 1003, osignerad
- U 1009, osignerad
- U 1031, osignerad
- U 1043, osignerad
- U 1142, signerad:  ' osmuntristi ['] uk uihmar +
- U 1144, signerad:  ' osmuntristi ' uk hiriaʀ '
- U 1145, osignerad
- U 1149  'suain ouk osmunrt markaþu stin þino
- Gs 11,  Järvsta i Gävle kommun, signerad osmuntr ' kara sun ' markaþi
- Gs 13, Trefaldighetskyrkan i Gävle, signerad [' suain ' uk osmunrt ' þaiʀ markaþu] +
- Gs 18, osignerad
- Gs 21, osignerad
- U SD2013;24 fragment i Odensala kyrkas bogårdsmur, hittad i juni 2012, signerad: + osmunt … runaʀ þisaʀ … [6]

## Bildgalleri

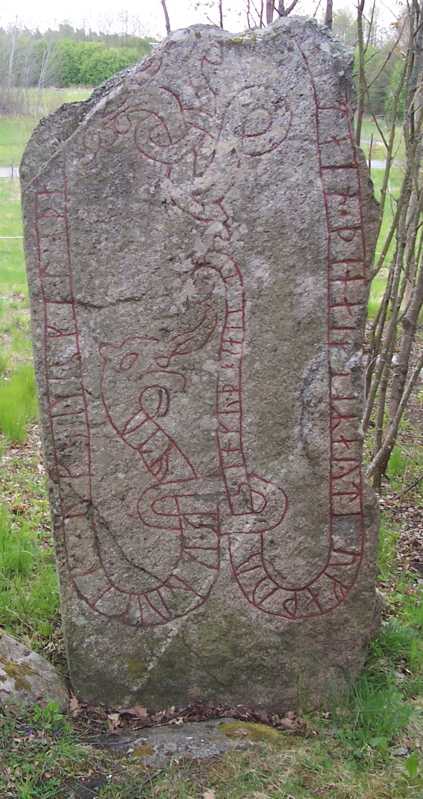
U 22
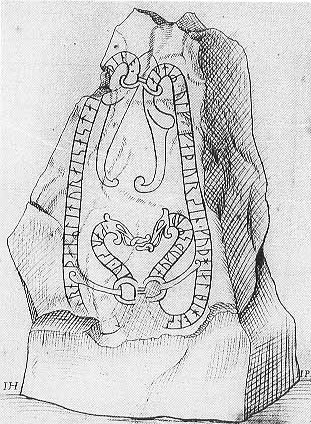
U 343
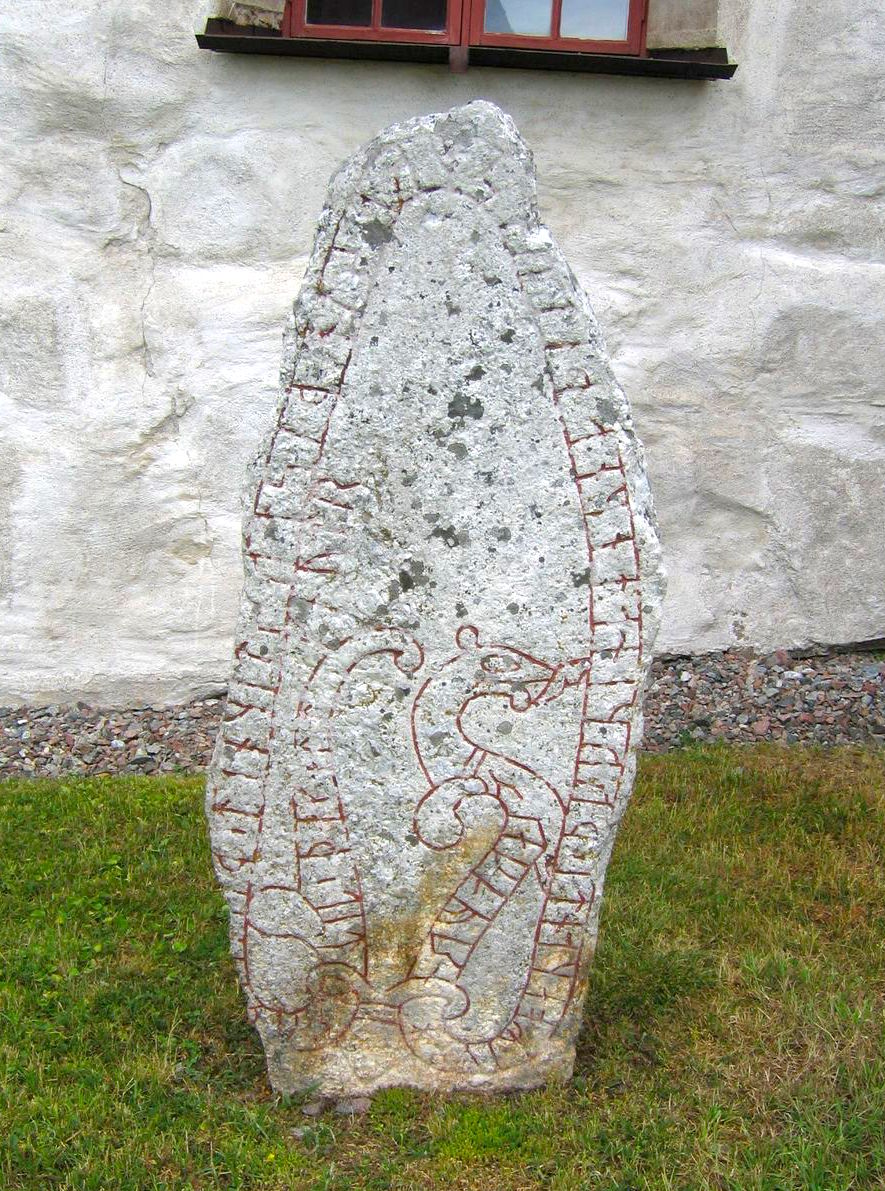
U 344, Orkestastenen
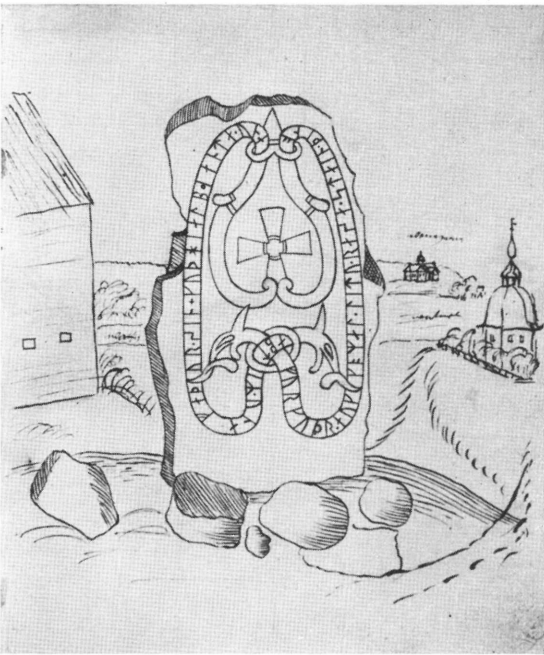
U 409
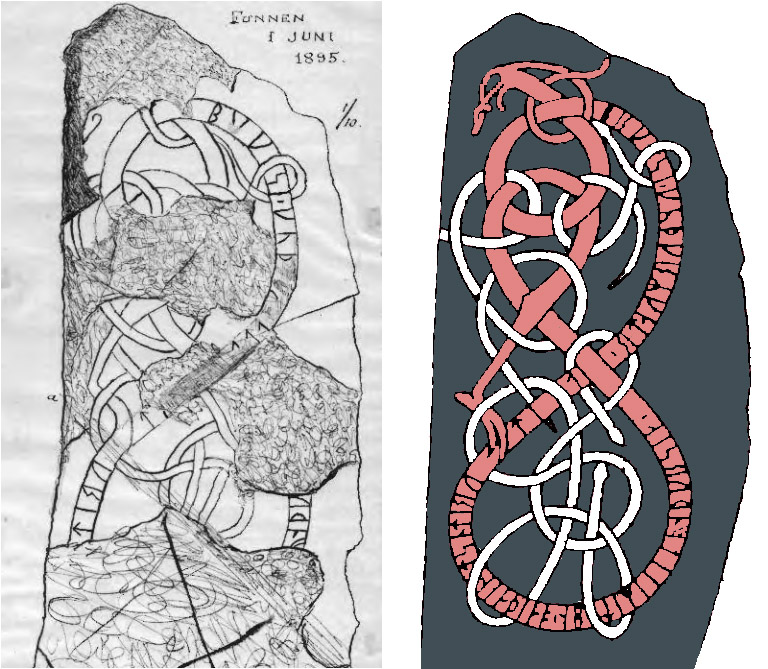
U 442
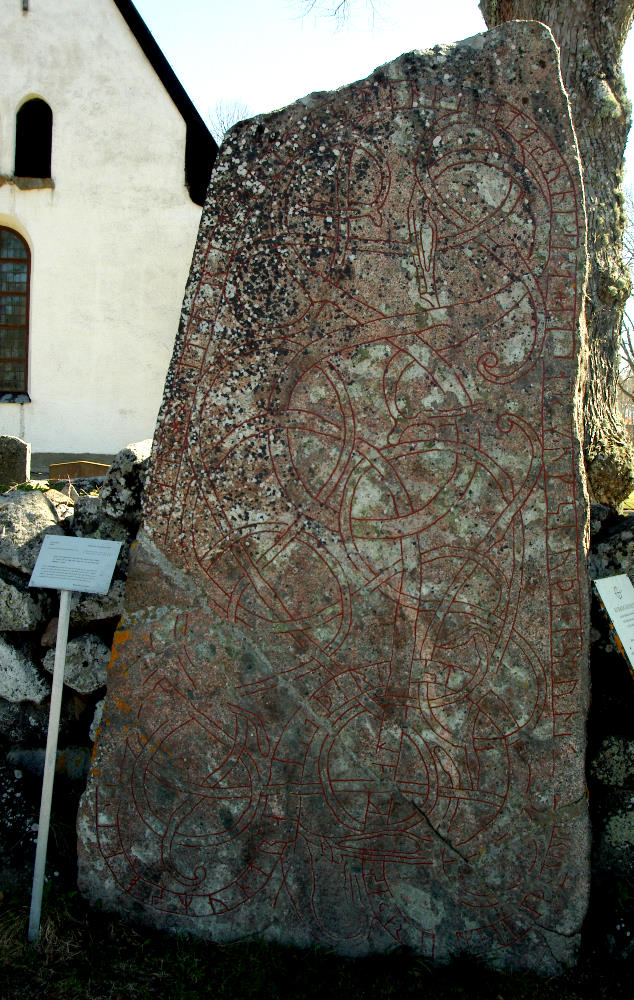
U 847
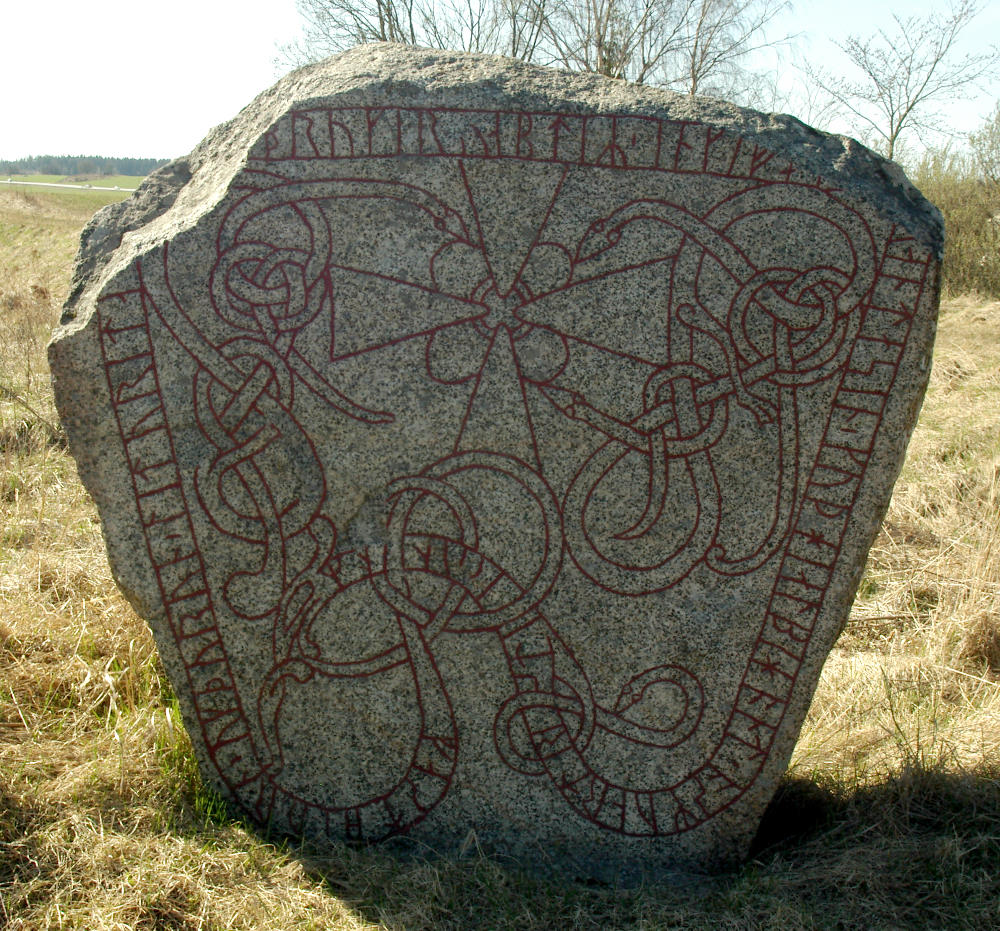
U 859
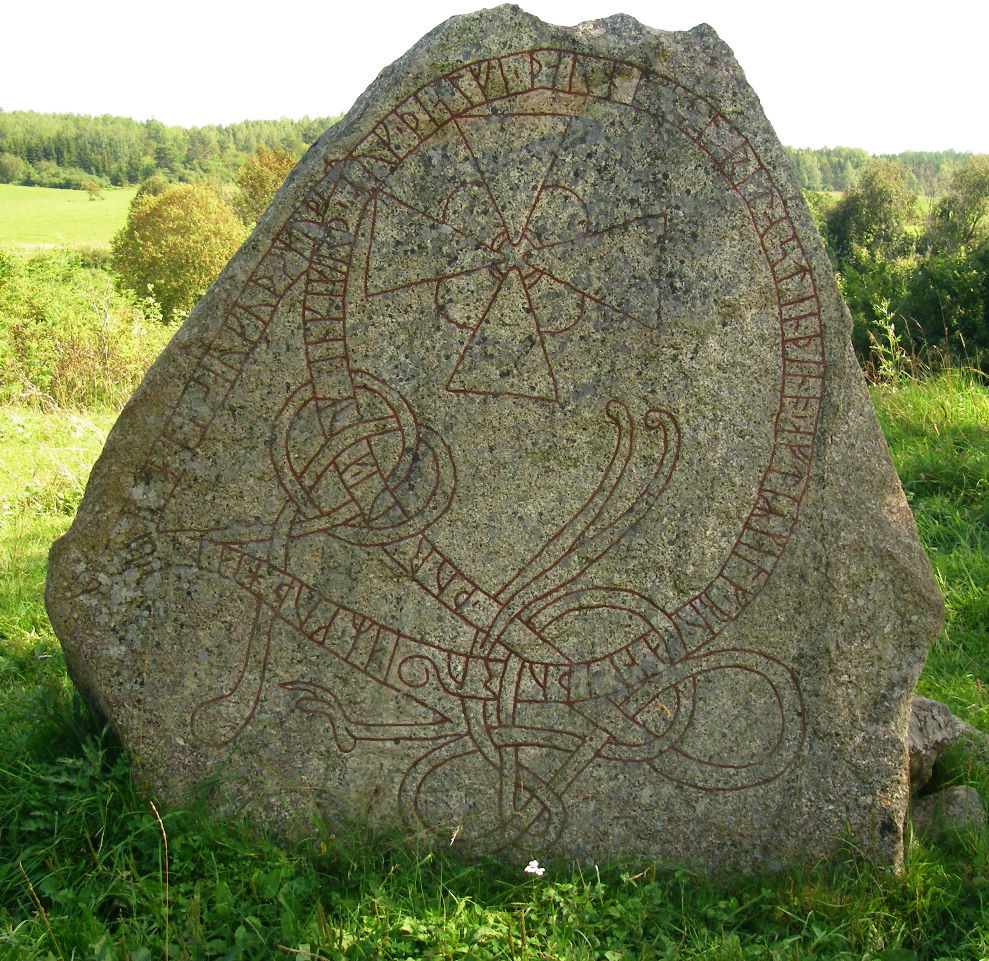
U 875
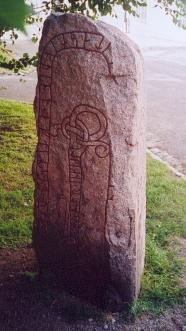
U 932
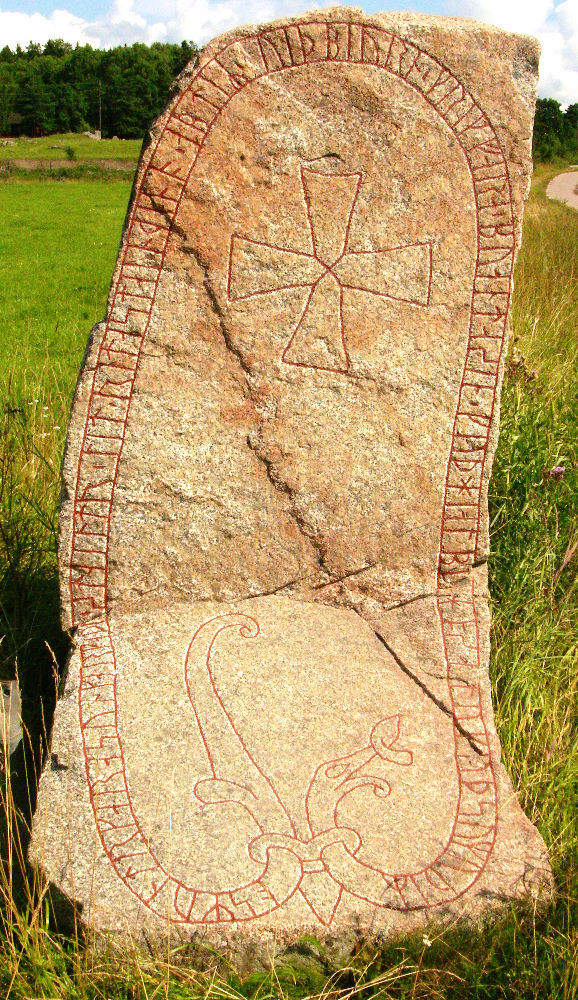
U 956
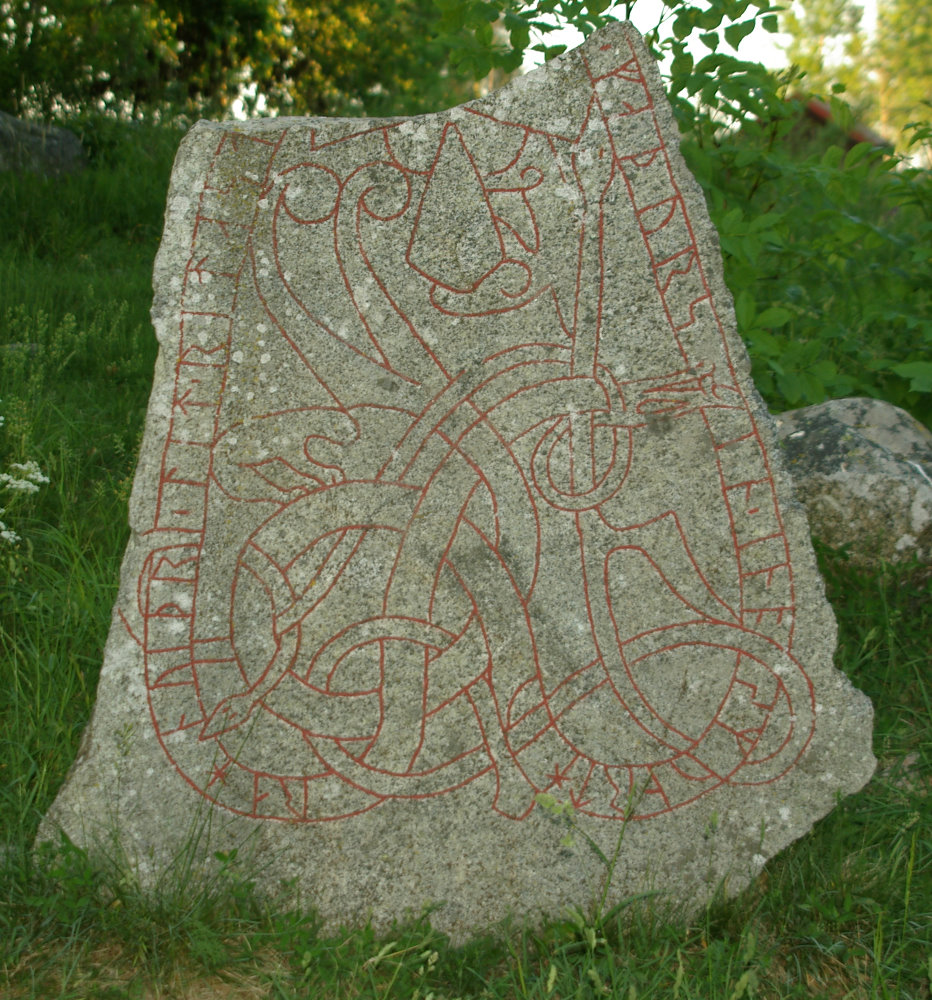
U 969
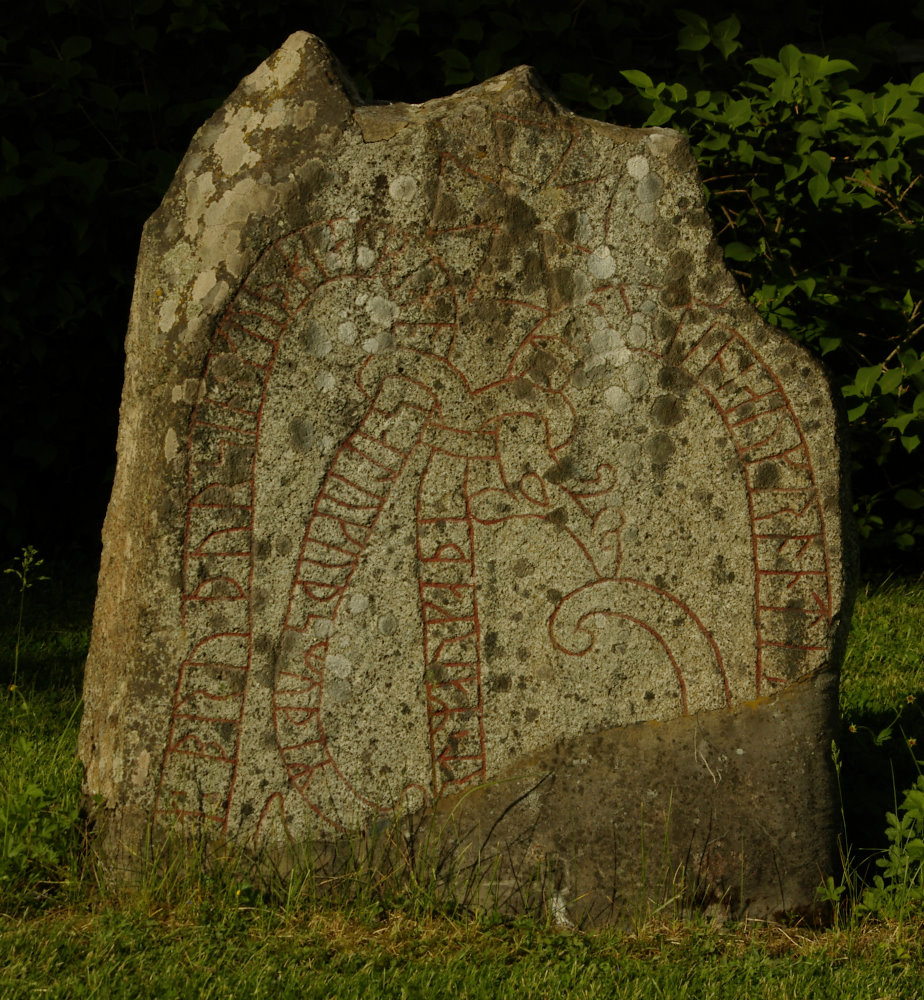
U 998
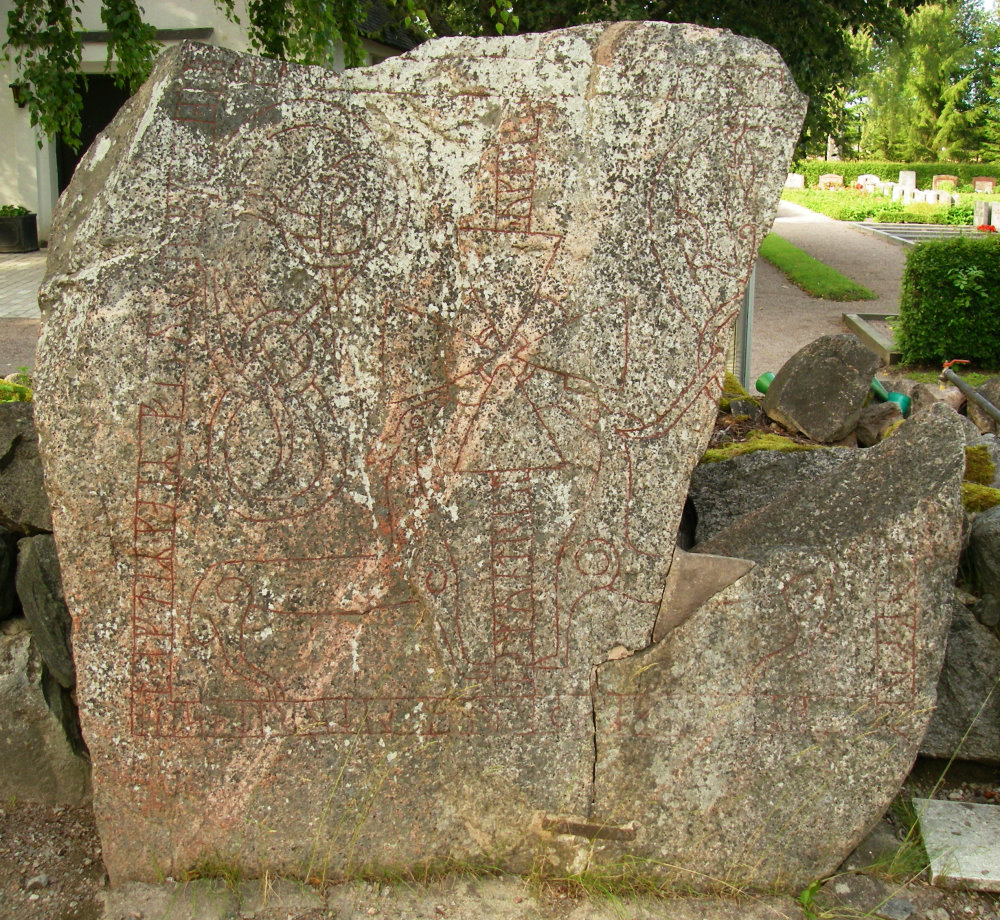
U 1144
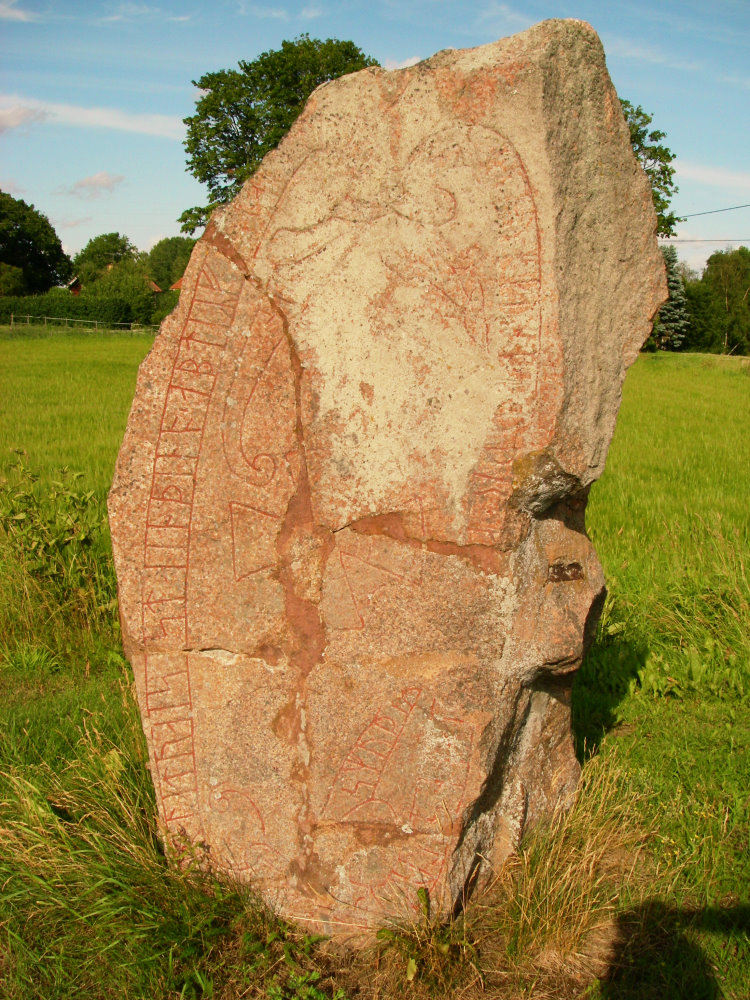
U 1145